# IBM PS/1
IBM PS/1 è una serie di modelli di home computer, creata da IBM nel 1990. Venne lanciata come linea economica destinata all'uso casalingo rispetto alla più performante PS/2, con la quale, rispetto al precedente IBM PCjr, manteneva comunque la compatiblità a livello software. Sarà sostituita nel 1994 dagli IBM Aptiva.
I primi modelli (il 2011 e il 2121) utilizzavano componenti proprietari IBM, mentre in quelli seguenti era utilizzato hardware più standard.

## Modelli
Il PS/1 originale, il "Model 2011", è stato lanciato il 26 giugno 1990 in quattro diverse configurazioni, con prezzi che variavano da 999 a 1999$. Tutte le versioni erano basate su un processore Intel 80286 a 10 MHz, ed erano dotate di 512K o 1MB di memoria RAM. L'hardware era contenuto nel case che integrava anche il monitor a colori o in bianco e nero, e il sistema operativo (il PC-DOS della IBM) era pre-caricato in una ROM. Di serie era presente un drive floppy da 3.5", mentre opzionale un hard disk da 30 MB. Fra le altre caratteristiche presenti un modem integrato a 2400 baud, che permetteva di connettersi al servizio online Prodigy e una scheda video VGA. All'accensione del computer erano presenti una serie di istruzioni volte a facilitarne l'uso anche agli utenti meno esperti.
Tra il 1992 e il 1994 sono state commercializzate varianti basate su processori 80386 e 80486 (Model  2121, 2133 e 2155).